# Paranapanema (rivier)
De Paranapanema is een rivier in het binnenland van de Braziliaanse deelstaat São Paulo. De naam zou slechte rivier (dat wil zeggen: met weinig vissen) betekenen in de taal van de oorspronkelijke bewoners, volgens Clóvis Chiaradia, die een woordenboek over de taal heeft geschreven. De rivier heeft een eigen dag op 27 augustus. De Parapanema geldt als de schoonste rivier in de staat São Paulo.

## Stroomgebied
De bron van de Paranapanema bevindt zich ongeveer 100 kilometer van de Atlantische kust en 200 km ten westen van de stad São Paulo. De bron bevindt zich op ongeveer 900 meter boven zeeniveau. Vanaf daar stroomt de rivier in noordwestelijke en westelijke richting, dus niet in de richting van de zee, maar juist het binnenland in, evenals andere grote rivieren in de zuidelijke deelstaten van Brazilië. Vanaf de bron tot het punt waar de zijrivier Itararé zich bij de Paranapanema voegt, stroomt de Paranapanema binnen het grondgebied van de staat São Paulo. Stroomafwaarts vanaf dat punt vormt de rivier een natuurlijke grens tussen de deelstaten Parana en São Paulo.
Van de bron tot de monding heeft de Paranapanema een verval van 570 m, op een totale lengte van 929 km. Het gemiddelde verhang vanaf de bron tot de monding in de Paraná is daarmee 61 cm/km.

### Onderverdeling
De Paranapanema-rivier kan ingedeeld worden in drie delen, de hoge, de midden en de lage Parapanema. De opdeling gebeurt grofweg op basis van fysieke eigenschappen als bevaarbaarheid en verval.

#### De hoge Paranapanema
Het eerste deel loopt vanaf de bronnen, in de Serra de Agudos Grandes, tot aan de samenvloeiing met de rivier Apiaí-Guaçu en heeft een lengte van 180 km. Het gemiddeld verval is nogal hoog, 150 cm/m. In de hoge Paranapanema komen een aantal riviertjes uit, die afdalen van de serra van Paranapiacaba. De hoge Paranapanema vloeit verderop samen met de rivieren Itapetininga en Apiaí-Guaçu en groeit in omvang.

#### De midden Paranapanema
Het tweede deel loopt vanaf de samenvloeiing met de Apiaí-Guaçu tot de Grande-waterval, en heeft een lengte van 328 km. Langs dit deel daalt de rivier in totaal 210 m. Men kan niet zinvol spreken van een gemiddeld verval in dit deel, omdat er verscheidene stuwdammen voor het opwekken van waterkracht in dit deel liggen, waardoor het waterniveau bij een stuwdam abrupt sterk daalt.

#### De lage Paranapanema
Het laatste deel loopt vanaf de Grande-waterval tot de monding in de Paraná, met een lengte van 421 km. Het gemiddeld verval in dit stuk bedraagt 28 cm/km; er zijn breedtes van meer dan 200 m, tot zelfs 800 m, met diepere en ondiepere delen. De stralen van de bochten zijn in de orde van 1000 m. De loop is min of meer sinusoidaal.

## Scheepvaart
Scheepvaart over de Paranapanema komt voor in het lage gedeelte tot aan de haven van Euclides da Cunha, afdalend van de Coroa do Frade, over een lengte van ongeveer 70 km. Onder de natuurlijke condities kunnen schepen met een diepgang tot ongeveer 1,50 meter zonder problemen varen. De voornaamste natuurlijke obstakels zijn: een basalt-bank, te lage of te hoge stroomsnelheid, golven, te weinig diepte, een recht kanaal in het midden van de rivier, een meanderende stroom en zandbanken.

## Stuwdammen en stuwmeren
| Stuwdam                  | Stuwmeer               | Opgesteld vermogen | Oppervlakte stuwmeer |
| ------------------------ | ---------------------- | ------------------ | -------------------- |
| Stuwdam van Jurumirim    | Stuwmeer van Jurumirim | 98 MW              | 449 km²              |
| Stuwdam van Chavantes    | -                      | 414 MW             | 400 km²              |
| Stuwdam van Salto Grande | -                      | 74 MW              | 12 km²               |
| Stuwdam van Canoas II    | -                      | 72 MW              | 22,5 km²             |
| Stuwdam van Canoas I     | -                      | 81 MW              | 30,85 km²            |
| Stuwdam van Capivara     | Stuwmeer van Capivara  | 619 MW             | 576 km²              |
| Stuwdam van Taquaruçu    | -                      | 526 MW             | 80,1 km²             |
| Stuwdam van Rosana       | -                      | 353 MW             | 220 km²              |

## Fotogalerij

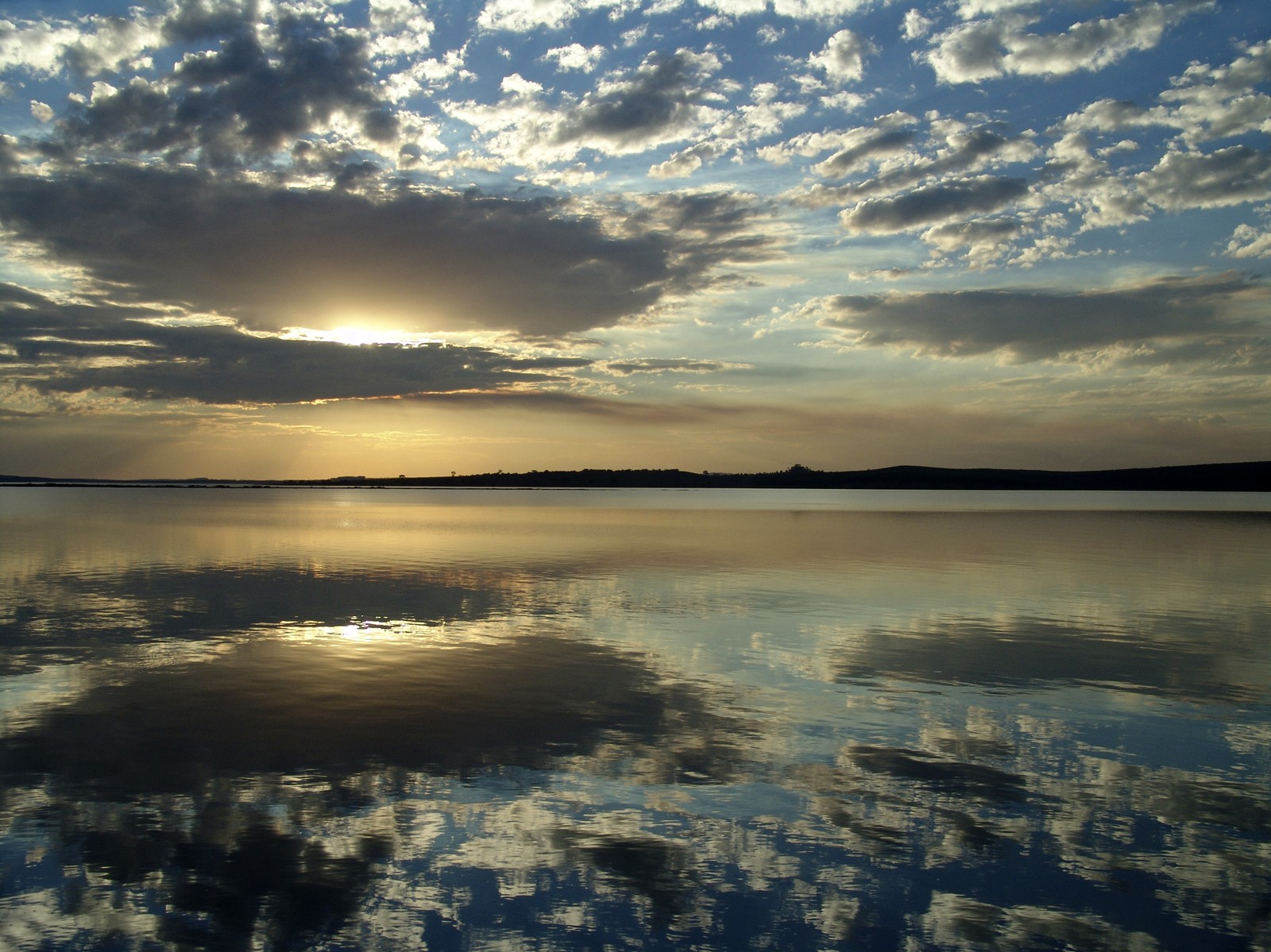
Gezicht van de rivier in de gemeente van Paranapanema
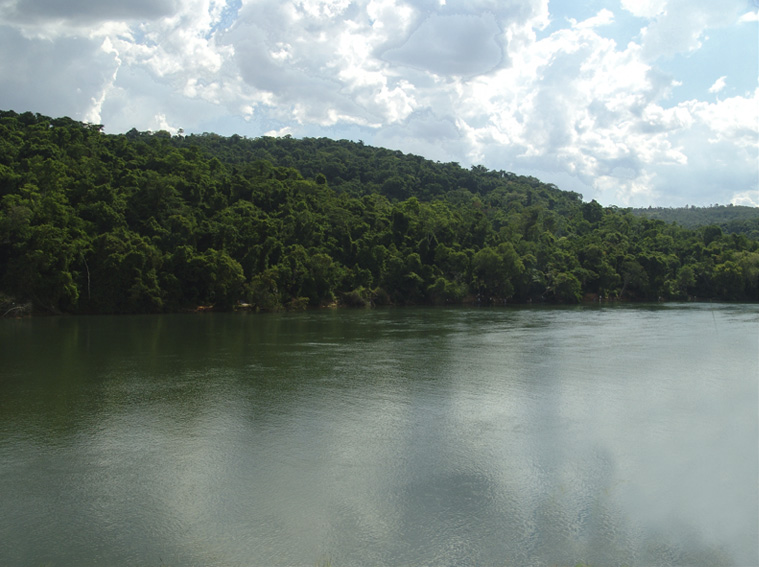
De rivier in Cerqueira César
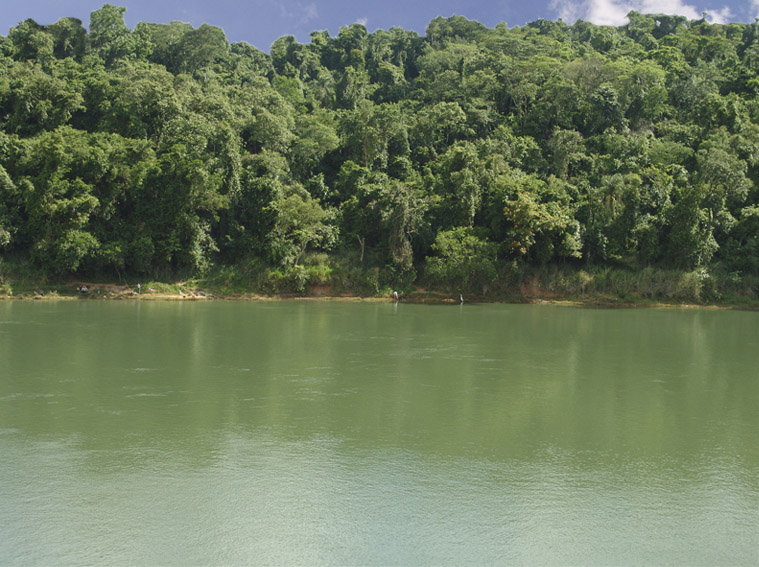
Grens met Piraju
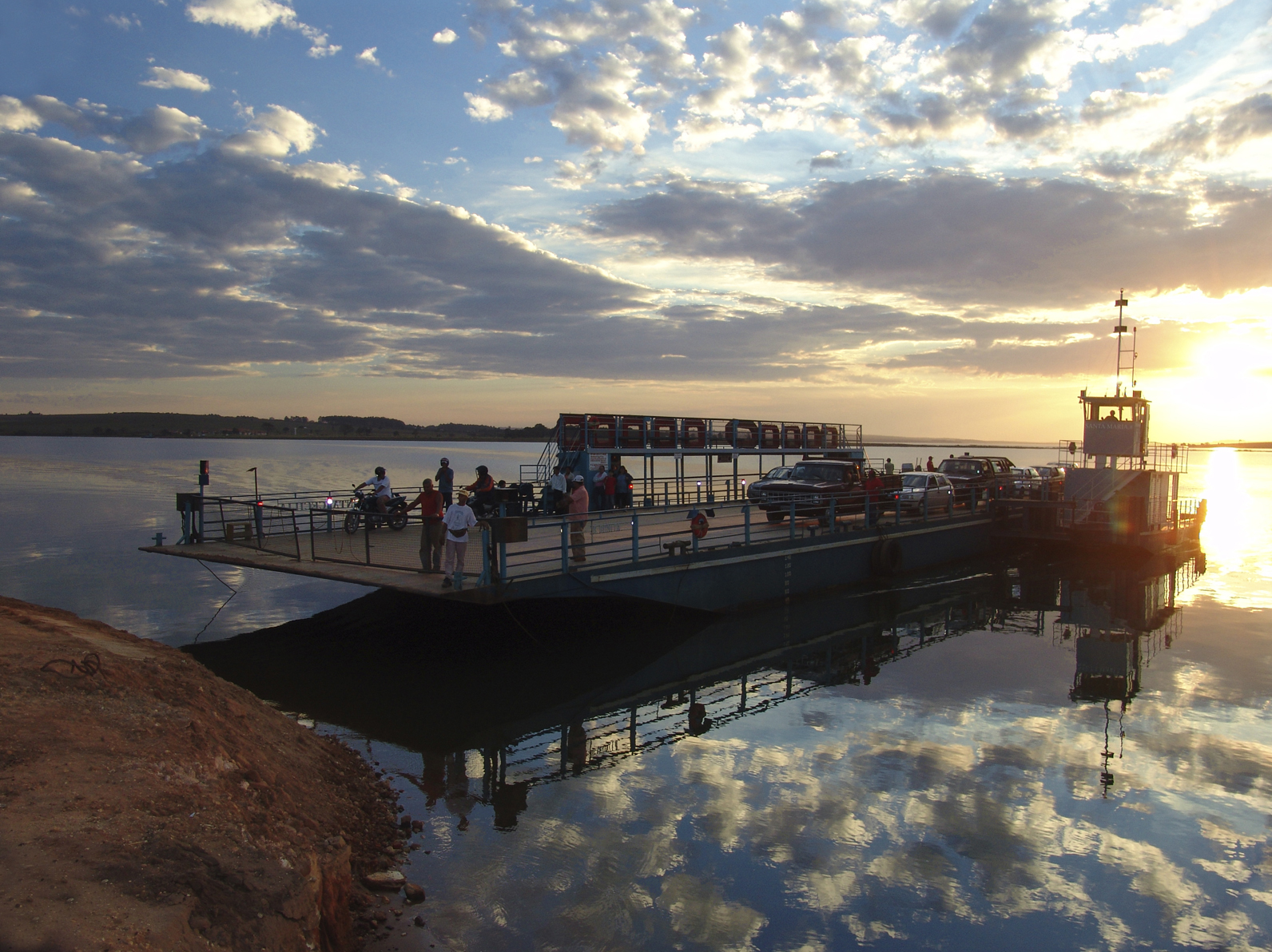
Veer dat de Paranapanema verbindt met Itatinga en SP-280

- Library of Congress Control Number: sh85097868
- Nationale Bibliotheek van Israël: 987007563157605171
- Virtual International Authority File: 315127662